# Juwenaliusz z Alaski
Juwenaliusz z Alaski lub Juwenaliusz znad Ilianny, imię świeckie Jakow Fiodorowicz Goworuczkin (ur. 1761 w Jekaterynburgu, zm. 1796) – prawosławny misjonarz, w hagiografii określany jako pierwszy męczennik Ameryki. Uczestnik rosyjskiej misji prawosławnej na Aleutach i Alasce, zabity przez tubylczych mieszkańców zachodniej Alaski w czasie próby ich ewangelizacji.

## Życiorys
Pochodził ze średnio zamożnej rodziny z Jekaterynburga, gdzie jego ojciec pracował jako zarządca w fabryce. Jakow Goworuczkin zdobył wykształcenie inżyniera wojskowego, jednak w 1791 wystąpił z wojska, by zostać mnichem w ławrze św. Aleksandra Newskiego w Petersburgu. W klasztorze złożył śluby monastyczne z imieniem Juwenaliusz, po czym przyjął święcenia kapłańskie. Po kilku latach opuścił jednak ławrę i zamieszkał w Monasterze Koniewskim. W grudniu 1793 razem z dziewięcioma innymi mnichami (wśród których był późniejszy święty Herman z Alaski i młodszy brat Juwenaliusza Stefan) wszedł w skład misji prawosławnej skierowanej na Aleuty i Alaskę. 24 września 1794 dotarł razem z innymi misjonarzami na wyspę Kodiak. Natychmiast po przybyciu dokonał objazdu wyspy, rozpoczynając z powodzeniem działalność ewangelizacyjną. Latem 1796 opuścił Kodiak i udał się na wybrzeże Alaski. W miejscowości Nucchek ochrzcił grupę 700 Indian Chugach Sugpiag, po czym skierował się na północ, osiedlając się na obszarze zamieszkanym przez Indian Athabaska. Również wśród nich prowadził z powodzeniem działalność misyjną. Następnie miał zamiar udać się na północ, gdzie nad Morzem Beringa spodziewał się znaleźć osady założone już wcześniej przez Rosjan. Nigdy tam jednak nie dotarł; nie jest jasne, jak wiele ze swoich misyjnych planów zdołał zrealizować. Według tradycji zginął śmiercią męczeńską. Na ten temat istnieje kilka znacznie różniących się świadectw.

### Śmierć męczeńska
Według najbardziej rozpowszechnionej wersji hieromnich Juwenaliusz razem ze swoim przewodnikiem, Indianinem, dotarł łodzią do Quin Hagak w delcie Kuskokwin, do osady plemienia Yupiat. Kiedy wykonał ręką znak krzyża w stronę grupy tubylców, ich szaman miał rozkazać jego natychmiastowe zabicie. Mnich został trafiony kilkunastoma strzałami i zmarł na miejscu. Jego przewodnik usiłował uciekać wpław, jednak został schwytany i zabity. Według tej samej legendy szaman plemienny zabrał krzyż, jaki nosił zamordowany; od tej pory nie udawało mu się odprawianie żadnych czarów. W związku z tym miał nakazać współplemieńcom szacunek dla osób ubranych podobnie jak zabity zakonnik. Pod koniec XIX wieku mieszkańcy Quin Hagak powiedzieli protestanckiemu misjonarzowi, że ich przodkowie zamordowali kapłana, który próbował nawracać ich na chrześcijaństwo wobec ich zdecydowanego sprzeciwu.
Według innej wersji okoliczności śmierci hieromnicha Juwenaliusz miał zostać zamordowany nad jeziorem Iliamna po tym, gdy zaczął przymusowo chrzcić mieszkańców okolic jeziora i stosować wobec nich przemoc fizyczną. Takie okoliczności zdarzenia podawał Nikołaj Rezanow, inspektor Towarzystwa Rosyjsko-Amerykańskiego, negatywnie nastawiony do mnichów-misjonarzy działających na Alasce. Sam Herman z Alaski, który podziwiał Juwenaliusza i uważał go za bardzo utalentowanego misjonarza, twierdził, że nie da się ustalić jednoznacznie okoliczności śmierci mnicha.
Według wspomnień innego rosyjskiego misjonarza na Alasce, późniejszego świętego Innocentego, Juwenaliusz został otoczony przez grupę Indian i natychmiast się poddał. Poprosił jedynie o wypuszczenie towarzyszących mu przewodników. Prośba ta została spełniona, natomiast zakonnik został pobity. Kiedy napastnicy sądzili, że już nie żyje, święty miał wstać i pójść za nimi, jednak został znowu zaatakowany i ponownie pobity, a następnie poćwiartowany. W tym momencie na miejscu zdarzenia miał pojawić się obłok dymu.
Ze względu na niejasne okoliczności śmierci misjonarza, jeszcze w 100 lat później krążyły legendy o jego działalności. Znany był również jego rzekomy pamiętnik, w rzeczywistości falsyfikat autorstwa Iwana Pietrowa, zawierający liczne błędy merytoryczne (w nazewnictwie prawosławnym i strukturze kalendarza liturgicznego).

## Kanonizacja
W 1977 mnich Juwenaliusz (Goworuczkin) został ogłoszony świętym. Szczególnym kultem otaczany jest w Kościele Prawosławnym w Ameryce.